# Torneio de tênis de Auckland
O torneio de tênis de Auckland compreende os eventos profissionais de tênis que acontecem ou aconteceram em Auckland, na Nova Zelândia. Nunca foi combinado no calendário de elite, mas os gêneros são disputados em semanas subsequentes, em janeiro.
Atualmente, possui o nome comercial de ASB Classic e recebe os seguintes torneios:
- ATP de Auckland, torneio masculino organizado pela Associação de Tenistas Profissionais, na categoria ATP 250;
- WTA de Auckland, torneio feminino organizado pela Associação de Tênis Feminino, na categoria WTA 250;